# Dumitru Găleșanu
Dumitru Găleșanu (romeno: /duˈmitru ɡəleˈʃanu/; Potlogeni, 5 dicembre 1955) è un giurista, poeta e saggista rumeno.

## Biografia
Dumitru Găleșanu è figlio di Aurica (n. Crăciunescu) e Ion At. Găleșanu ed è nato nel villaggio di Potlogeni, comune di Tia Mare, Distretto di Olt; i genitori sono entrambi agricoltori e ciascuno con origini rumene, nella regione storica Oltenia di Romania.
Ha seguito un percorso di studi preuniversitari presso la "Scuola Generale per le classi I-VIII" nel suo villaggio natale di Potlogeni (1962-1970), presso il Gruppo Scolare di Chimica di Craiova, Distretto di Dolj (1970-1973), e al Liceo di Matematica-Fisica "Vasile Roaita" di Râmnicu Vâlcea (1973-1979), poi diventato Collegio Nazionale "Mircea cel Bătrân", nel 1975-1976 ha interrompendo gli studi liceali, per adempiere al servizio militare di leva a Bucarest-Otopeni.
Ha continuato il percorso universitario presso l’Università Babeș-Bolyai (UBB) di Cluj-Napoca, Facoltà di Giurisprudenza, profilo Scienze giuridiche, specializzazione Diritto (1981-1986).
Corsi di perfezionamento post laurea della durata di un anno, con specializzazione Diritto Civile – Diritto Commerciale presso l'Università Babeș-Bolyai di Cluj-Napoca, Facoltà di Giurisprudenza (2003-2004). Laurea magistrale, con specializzazione in Istituzioni di diritto privato rumeno, presso l’Università "Lucian Blaga" di Sibiu, Facoltà di Giurisprudenza "Simion Bărnuțiu" (2004-2006).
Nel periodo compreso tra il 1º novembre 1989 e il 3 settembre 2014, ha seguito la carriera professionale in magistratura, ricoprendo il ruolo di magistrato-giudicante, prima presso la Sezione mista (penale, civile) del Tribunale di Râmnicu Vâlcea – fino al 31 ottobre 1997, per poi passare alla Prima Sezione Civile del Tribunale distrettuale della Distretto di Vâlcea.
La sua passione per la letteratura e le bellezze artistiche, culturali, in particolare per la poesia, nasce nell'infanzia, durante gli anni in cui frequentava la Scuola Generale del suo villaggio natale, e si nutre del suo continuo e ininterrotto amore per l'arte e conoscenza in generale, nell'orientamento e nella successiva evoluzione artistica, essendo attratto dagli scritti creativi e dalle idee innovative di diverse epoche socio-culturali, di diversi scrittori e poeti, liberi-pensatori e scienziati,  un ruolo importante in questo senso avendo le letture dei libri scritti da:  Mihai Eminescu, Lucian Blaga, Nichita Stănescu, Marco Lucchesi, Platone, Immanuel Kant, Georg Wilhelm Friedrich Hegel, Albert Einstein, Erwin Schrödinger, Werner Karl Heisenberg, Hubert Reeves, John D. Barrow, Lee Smolin, Stephen W. Hawking, Simon Singh.

## Attività letteraria ed editoriale
Studi e articoli nell'area professionale giuridica, inclusi nel vol. 1st International Congress on Foundational Research in Law and Philosophy of Law: Bucarest, 28-29 Maggio 2005, coord. acc. Alexandru Boboc ed altri, Casa editrice Cartea Universitară, Bucarest, 2006, così come sulla Rivista critica del diritto e filosofia del diritto, vol.2, n.1-2, marzo-giugno 2005, Bucarest.
Ha fatto il suo debutto editoriale il 25 luglio 2010, con il volume lirico filosofico Emoții în multivers/Emotions into multiverse (Emozioni nel multiverso),  edizione bilingue rumeno-inglese, presso la Tracus Arte di Bucarest, casa editrice con la quale ha continuato a collaborare negli anni successivi.
Dal 2012 ha pubblicato opere letterarie su riviste d'arte e cultura nazionali e internazionali come: New York Magazin e Gracious Light (New York), Armonii Culturale (Adjud), Noua Provincia Corvina (Hunedoara), Destine Literare (Montréal), Il Convivio e Cultura e Prospettive (Castiglione di Sicilia), Banchetul (Petroșani), Vatra veche (Târgu Mureș), Lumina Lumii (Râmnicu Vâlcea), Oltart (Slatina), Romanian Global News (București), ecc.

## Affiliazioni letterarie
È stato membro della Società Letteraria "Anton Pann" di Râmnicu Vâlcea (novembre 1986 - gennaio 1990). Membro dell’Associazione Culturale "Euterpe" APS di Jesi (AN) e dell'Accademia Internazionale "Il Convivio" di Castiglione di Sicilia (CT), Italia.

## Opere letterarie
- Emoții în multivers/Emotions into multiverse (Emozioni nel multiverso), edizione rumeno-inglese, Casa editrice Tracus Arte, Bucarest, 2010.[11]
- Pe corzile luminii/Sulle stringhe di luce, edizione rumeno-italiana, Casa editrice Tracus Arte, Bucarest, 2011.[12]
- Fugă spre roșu/Fuggire verso il rosso, edizione rumeno-italiana, Casa editrice Tracus Arte, Bucarest, 2012. ISBN 978-606-8361-61-1.[13]
- Însemnele materiei/Insegne della materia, edizione rumeno-italiana, Casa editrice Tracus Arte, Bucarest, 2013.[14]
- Addéndum, edizione rumeno-italiana-inglese, Casa editrice Tracus Arte, Bucarest, 2014.[15]
- Ante*metafizica: antologie lirică de autor (Ante*metafisica: antologia lirica dell'autore), edizione di pregio, Casa editrice Eikon, Cluj-Napoca, 2015.[16]
- Tratat pentru nemurire/Trattato per l’immortalità, edizione rumeno-italiana, Casa editrice Tracus Arte, Bucarest, 2016.[17]
- Axiomele infinității/Assiomi dell’infinità, edizione rumeno-italiana, Casa editrice Tracus Arte, Bucarest, 2017.[18]
- Ante*metafizica: antologie lirică, ediția a 2-a, revizuită și adăugită (Ante*metafisica: antologia lirica, seconda edizione, riveduta e integrata), Casa editrice Eikon, Bucarest, 2018. ISBN 978-606-711-763-9.[19]
- Poetică metafizică/Poetica metafisica, edizione rumeno-italiana, Casa editrice Tracus Arte, Bucarest, 2019.[20]
- Luminile omului, lirica filosofică (Le luci dell'uomo, lirica filosofica), edizione rumeno, Casa editrice Univers Enciclopedic Gold, Bucarest, 2020, ISBN 978-606-704-783-7.
- The Lights of Man: the philosophical lyric poetry, traduzione in inglese di Andreea Moise, Casa editrice Eikon, Bucarest, 2021, ISBN 978-606-49-0465-2.
- Le luci dellʼuomo: lirica filosofica, traduzione in italiana di Mihaela Cîrțog, Casa editrice Eikon, Bucarest, 2021, ISBN 978-606-49-0464-5.[21]
- In aeternum poetic@, Casa editrice Eikon, Bucarest, 2022, ISBN 978-606-49-0626-7.[22]
- Mirabile iubiri. Antologie de gânduri și amintiri/Mirabili amori. Antologia di pensieri e ricordi, prosa, edizione bilingue rumeno-italiana, Casa editrice Eikon, Bucarest, 2023, ISBN 978-606-49-1005-9.

## Presenza nelle antologie
- (RO) Maratonul de poezie, blues și jazz 2012 (Maratona di poesia, blues e jazz 2012), Casa editrice Tracus Arte, Bucarest, 2012;
- (RO) Meridiane Lirice – Antologie Universală a Poeziei Românești Contemporane (124 Poeți contemporani)/ (Meridiani lirici – Antologia universale della poesia rumena contemporanea (124 poeti contemporanei), coord. Gheorghe A. Stroia, Casa editrice Armonii Culturale, Adjud, 2012;
- (RO) Antologia scriitorilor români contemporani din întreaga lume. Starpress 2014/Lʼantologia degli scrittori romeni contemporanei di tutto il mondo, coord. Ligya Diaconescu, edizione rumeno-italiana, Casa editrice Fortuna, Râmnicu Vâlcea, 2014;
- (RO) Actori printre Astre. Antologie de poezie contemporană românească (Attori tra gli Astri. Antologia di poesia romena contemporanea), vol.1, coord. Gheorghe A. Stroia, Casa editrice Armonii Culturale, Adjud, 2016;
- Tu sai che era amore – LʼAntologia delle opere vincitrici della IX Edizione del "Premio Internazionale di Poesia Don Luigi Di Liegro 2017", coord. Renato Fiorito, Edit. Ilmiolibro self publishing, Roma, 2017;
- (RO) În dialog cu inima. Interviuri cu scriitori români contemporani (In dialogo con il cuore. Interviste a scrittori romeni contemporanei), vol.4, Gheorghe A. Stroia, Casa editrice Armonii Culturale, Adjud, 2018;
- Antologia della VII edizione Premio Nazionale di Poesia "L’arte in versi" (Autori Vari), coord. Lorenzo Spurio, Edit. Associazione Culturale Euterpe APS, Jesi, (AN), 2018;
- Autori vari. Antologia – Xº Concorso letterario nazionale "Città di Cologna Spiaggia", Edit. Associazione Culturale Il Faro, Cologna Spiaggia di Roseto degli Abruzzi (TE), 2019;
- Fiori di Poesia [Per la Giornata Mondiale della Poesia], coord. Lorenzo Spurio, Edit. Associazione di Promozione Sociale Euterpe, Jesi (AN), 2022;
- (RO)  Poeme peregrine: antologie de poezie contemporană românească/Poemas peregrinos: antología de poesía rumana contemporanea (Poemi pellegrini: antologia di poesia rumena contemporanea), coord. Carmen Bulzan, edizione rumeno-spagnolo, Casa editrice Kult, Drobeta-Turnu Severin, 2022;
- (DE)  Rumänische Lyrikanthologie - Von den Anfängen bis heute, Band VI ("Antologia della lirica rumena - Dalle origini ad oggi, volume VI"), Christian W. Schenk, edizione tedesca, Casa editrice Dionysos, Boppard, 2024, ISBN 979-888-372-4830.

## Premi e riconoscimenti

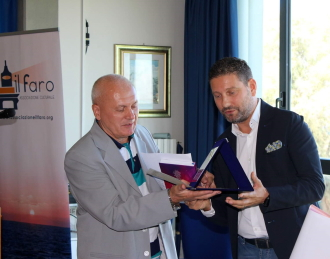
Dumitru Găleșanu premiato con il Premio letterario Provincia di Teramo dal Alessandro Recchiuti, vicepresidente della Provincia di Teramo.

- Premio alla Carriera, Concorso Internazionale "Poesia, Prosa ed Arti figurative" e Premio teatrale "Angelo Musco" - «Il Convivio» 2016, XVIª edizione, sezione "Libro edita. Poesia", Giardini-Naxos di Messina, 30 ottobre 2016[23]

- Premio speciale per miglior libro di autore straniero, Concorso Premio Nazionale di Poesia «L’arte in versi» 2018, VIIª edizione, con il libro bilingue Tratat pentru nemurire/Trattato per l'immortalità, Jesi (AN), 10 novembre 2018[24]

- Premio speciale "Provincia di Teramo", Concorso Letterario Nazionale «Città di Cologna Spiaggia» 2019, Xª edizione, sezione "Silloge poetica", per la silloge Axiomele infinității/Assiomi dell’infinità, Roseto degli Abruzzi (TE), 29 settembre 2019[25]